# Naropa Instituut

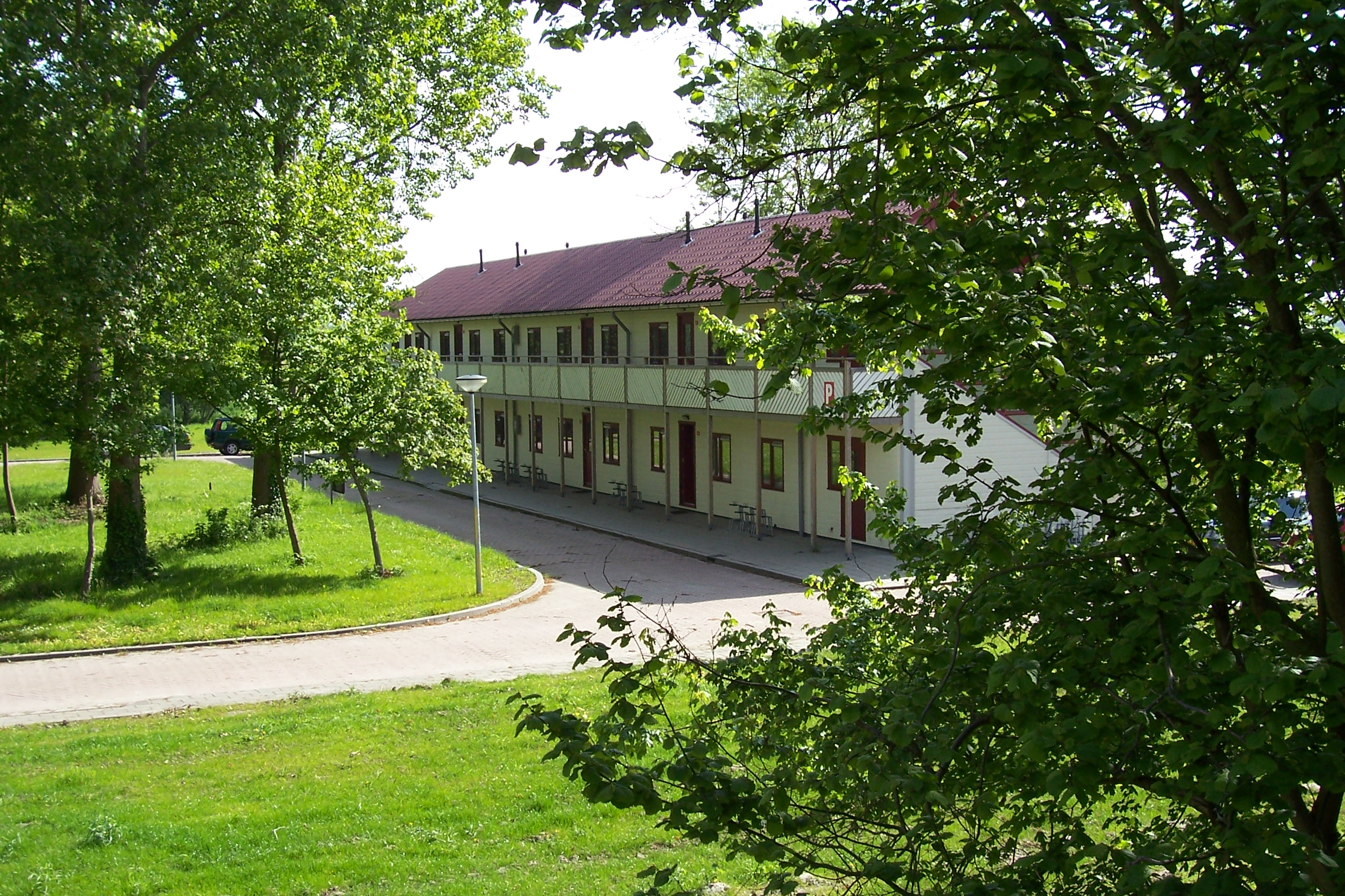
Het voormalige Naropa Instituut

Het Naropa Instituut was een Tibetaans boeddhistisch instituut in Cadzand in Zeeuws-Vlaanderen. Het boeddhistische Dharmacentrum maakte deel uit van het Tibetaans Instituut en ging in 2014 dicht. Het werd overgenomen door Idee Kids vzw en biedt als groepsaccommodatie logement aan voor zowel volwassen groepen, jeugdgroepen en scholen.
Naast de functie van centrum voor boeddhistische studie, meditatie en bezinning, wijdde het instituut zich aan Tibetaanse schilderkunst van thangkaschilderingen.
Het instituut was genoemd naar de historische geestelijke Naropa die abt was van de grote Kloosteruniversiteit van Nalanda en van belang was voor de ontwikkeling van het boeddhisme in Tibet. Begin jaren 2000 was het enige Tibetaanse klooster in Nederland Karma Deleg Chö Phel Ling in Hantum. 